# Hvidskævingdelfin
Hvidskævingdelfin (Lagenodelphis hosei) er en delfin, der især forekommer på dybt vand i tropiske områder af Stillehavet. Den kan kendes på sin sorte sidestribe og den lille rygfinne. Det er den eneste art i slægten Lagenodelphis, hvis navn er skabt ved en sammenstilling af slægtsnavnene Lagenorhynchus og Delphinus, fordi dyrets kranium har ligheder med arterne i begge disse slægter.